# Penstemon baccharifolius
Penstemon baccharifolius là một loài thực vật có hoa trong họ Mã đề. Loài này được Hook. mô tả khoa học đầu tiên năm 1852.